# Luckhausen ZH
| ZH ist das Kürzel für den Kanton Zürich in der Schweiz. Es wird verwendet, um Verwechslungen mit anderen Einträgen des Namens Luckhausen zu vermeiden. |

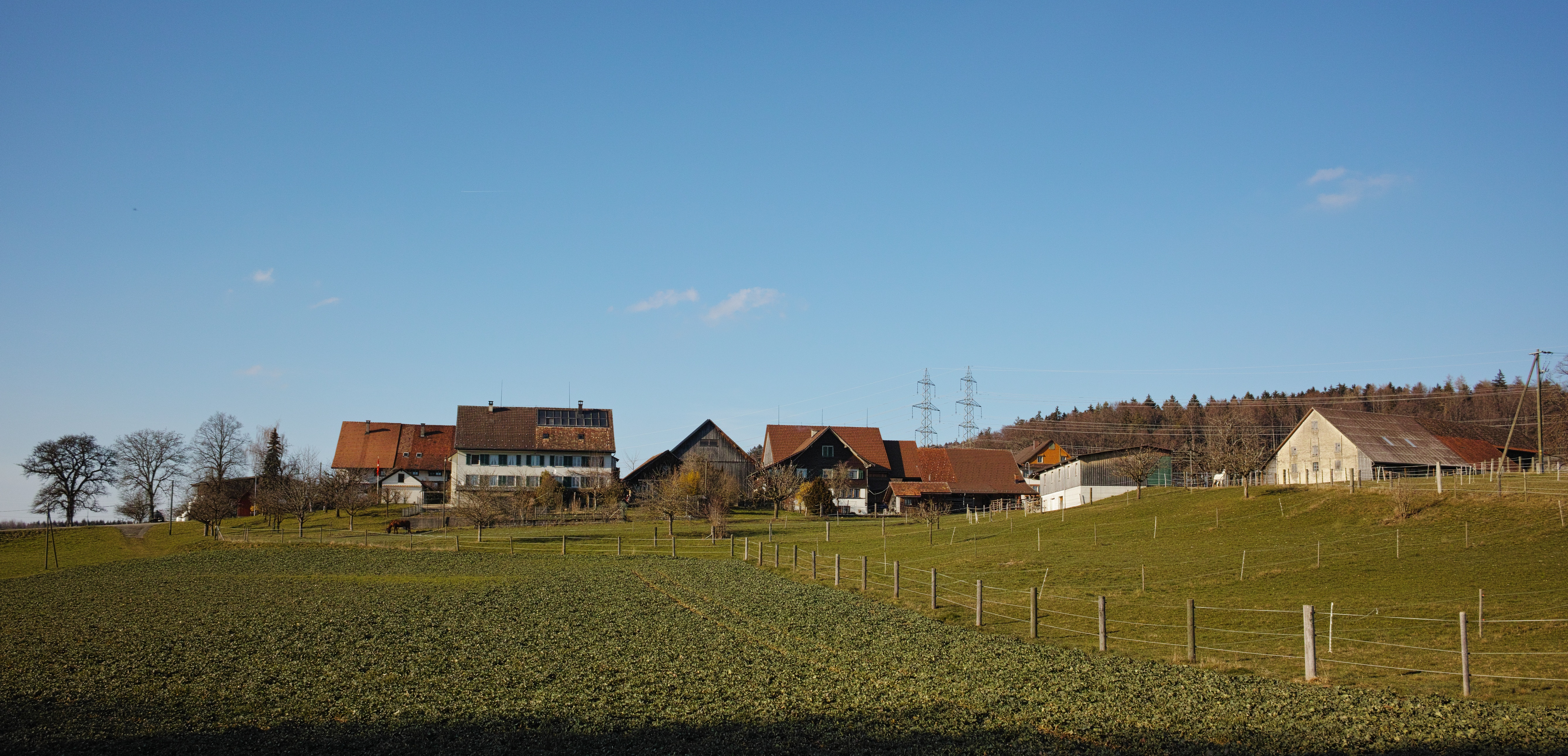
Luckhausen von Süden, März 2016

Luckhausen ist ein Weiler der Schweizer Gemeinde Illnau-Effretikon mit 20 Einwohnern (2018).

## Geografie
Luckhausen liegt auf 571 m. ü. M. am rechtsseitigen Talhang der Kempt, 2 km vom Bahnhof Illnau der Bahnstrecke Effretikon–Hinwil. Östlich von Luckhausen liegt der Weiler Agasul.

## Geschichte
Durch Siedlungsspuren lässt sich nachweisen, dass sich bereits zu vorgeschichtlicher Zeit Menschen im Gebiet von Luckhausen aufgehalten haben.
1905 war Luckhausen eine «Gruppe von 6 Häusern» und hatte 43 reformierte Einwohner.

## Sehenswürdigkeiten
In Band 3 der Kunstdenkmäler des Kantons Zürich aus der Reihe Die Kunstdenkmäler der Schweiz (1978) finden drei Luckhausener Häuser Erwähnung: Ein Doppelbauernhaus mit Hauptsubstanz aus dem 17./18. Jahrhundert, ein Fachwerk-Bauernhaus von 1865 und ein Arzthaus von 1826 in Massivbauweise. An Innenausstattung dieser Häuser werden ein Kachelofen von Meister Rudolf Scheller aus Pfäffikon (1814) im Doppelbauernhaus und «vollgetäferte Interieurs aus der Bauzeit» im anderen Bauernhaus angeführt.

## Verkehr
Von Luckhausen führen Nebenstrassen zu weiteren Ortschaften im grossflächigen Gemeindegebiet von Illnau-Effretikon: Agasul im Osten, Ottikon bei Kemptthal im Nordwesten, sowie nach Südwesten zur Hauptstrasse 345 (Kempttalstrasse) und damit nach Illnau.
Luckhausen selbst ist nicht an das Netz des öffentlichen Verkehrs angebunden. Die nächstgelegenen Anschlüsse an den öffentlichen Nahverkehr sind die Bushaltestellen Illnau, Kirche und Ottikon bei Kemptthal, von denen aus Luckhausen zu Fuss jeweils in ca. 25 Minuten zu erreichen ist.